# Antonio Amaya Carazo
|  | Aquest article tracta sobre el futbolista madrileny. Si cerqueu el cantant de copla, vegeu «Antonio Amaya». |

Antonio Amaya Carazo (nascut el 31 de maig de 1983) és un futbolista professional madrileny que juga com a defensa central. El seu germà gran, Iván, també és futbolista i juga de defensa central.

## Carrera esportiva

### Primers anys / Rayo
Nascut a Madrid, Amaya va començar a jugar a futbol a l'equip local del San Cristóbal de los Ángeles. Va ingressar al Rayo Vallecano el 2002, i va estar sis mesos cedit a la UD San Sebastián de los Reyes a la segona divisió B.
Quan va retornar al Rayo, va esdevenir un dels defenses titulars d'un equip que va ascendir a la segona divisió al final de la temporada 2007–08 i que va mantenir fàcilment la categoria la temporada següent, en la qual Amaya va jugar menys de la meitat dels partits (18 sobre 42).

### Wigan
Amaya va signar amb el Wigan Athletic FC de la Premier League un contracte de tres anys, el 14 d'agost de 2009, i posteriorment s'hi reuní també el seu excompany al Rayo Mohamed Diamé una setmana després. Va debutar en una derrota per 1–4 a Blackpool FC en la Copa de la lliga, i va marcar de cap el gol del seu equip, en temps afegit.
Després de no haver jugat ni un sol partit de lliga durant la temporada 2009–10, Amaya va retornar al seu club anterior, el Rayo, en una cessió per tota la temporada. Va jugar regularment, i va ajudar el seu equip a retornar a la lliga BBVA després d'una absència de vuit anys.

### Betis
El 18 de juliol de 2011 el Wigan va anunciar la marxa d'Amaya, qui va signar un contracte de tres anys amb el Reial Betis.
Va marcar el seu primer gol amb el Betis l'1 de desembre de 2013, en un empat 2–2 a casa contra el seu club anterior, el Rayo.

### Retorn al Rayo
A començaments de juny de 2014, i després del descens del Betis, Amaya va tornar novament al Rayo Vallecano.